# Daňová soustava
Daňová soustava je souhrn všech daní státu, které mají zajistit financování výdajů státu.
Důležitým pojmem, který souvisí s daňovou soustavou, je daň, „povinná, zákonem uložená platba, která plyne do veřejného rozpočtu. Je nenávratná, neekvivalentní a zpravidla neúčelová“.

Daňová soustava je důležitou součástí každého státu a souvisí s existencí státního rozpočtu. Soustavu také tvoří subjekty, které kontrolují výběr daní a subjekty, které vybrané daně využívají (rozpočty).
Pomocí daňové soustavy lze nastavit i posoudit roli státu v ekonomice. Stát podle své daňové soustavy může poskytovat určité služby (např. armáda). Pokud služeb poskytuje hodně, anebo pokud jedná nehospodárně, je stát nucen daňové zatížení zvyšovat. Pokud se daňové zatížení dostane nad určitou mez, stane se daňová soustava kontraproduktivní a demotivující.

## Funkce daní (daňové soustavy)
Daně plní mnoho funkcí, mezi nejdůležitější patří funkce fiskální, regulační, redistribuční a alokační.

### Fiskální funkce
Pro zajištění plynulého financování ze státního rozpočtu jsou daně nástrojem fiskální politiky. Získáváním finančních prostředků do veřejného rozpočtu pak mohou být financovány veřejné výdaje (např. zdravotnictví, politika, školství, obrana, …). Fiskální funkce daní je historicky nejstarší.

### Regulační funkce
Je zaměřena na dosažení konkrétních cílů daňové politiky prostřednictvím daňového mechanismu. Obsahuje tři podfunkce:
- Stimulační funkce, která prostřednictvím příspěvků a výjimek stimuluje více poplatníků (např. zemědělští výrobci, kapitáloví investoři nebo charitativní organizace, …).
- Destimulační funkce souvisí se zavedením nadměrných daňových sazeb. Při této funkci se musí pohlídat, aby nevedla k oslabení daně, k potlačení nebo dokonce k likvidaci zdroje daně, což by mohlo vést ke stavu, kde nebudou zdaněny žádné příjmy[3].
- Funkce replikace zdůvodňuje použití prostředků, které byly získány zdaněním využívaní přírodních zdrojů či silnic, k regeneraci vytěžených zdrojů.

### Redistribuční (přerozdělovací) funkce
Redistribuční (přerozdělovací) funkce je důležitá, protože prostřednictvím daní zajišťuje přerozdělovaní sociálních příjmů mezi bohatými a chudými, což v konečném důsledku vede k zajištění sociální stability obyvatelstva.

### Alokační funkce
Funkce alokační se uplatňuje, když existuje neefektivnost na trhu v alokaci zdrojů. Nedokonalá konkurence či externality jsou označovány jako hlavní důvody pro tržní selhání. Negativní dopady tržního selhání pak zmírňuje alokační funkce. V České republice je nejdůležitější v dotacích na snižování emisí.
Mezi další funkce daní může patřit sociální, kontrolní či stabilizační funkce.

## Principy daňové soustavy
Kvalitní daňová soustava musí plnit základní principy pro správné plnění své funkce. Mezi nejdůležitější principy patří princip právní perfektnosti, princip daňové spravedlnosti, princip daňové efektivnosti.

### Princip právní perfektnosti
Základem principu právní perfektnosti je přesná právní úprava. Právní perfektnost zajišťuje především maximální účinnost daňové soustavy, tedy co největší možný výběr daní, zároveň však zamezuje výskytu daňových úniků, tedy, že se daňový subjekt vyhne své daňové povinnosti.

### Princip daňové spravedlnosti
Daňová soustava má zabezpečit, aby každý subjekt přispíval podle svých možností a zároveň podle prospěchu, který od státu čerpá. Poukazuje tedy na to, že subjekt s vyšším příjmem by měl přispívat více než subjekt s nižším příjmem a zároveň dva subjekty se stejným příjmem by měly přispívat stejně.

### Princip daňové efektivnosti
Daňová soustava by měla nastavit takový systém, který výběrem daní minimalizuje zásahy do ekonomických rozhodnutí na efektivních trzích. Požaduje, aby ztráta daňového subjektu byla co nejméně nad to, kolik ona daň vynáší veřejnému rozpočtu.

### Princip srozumitelnosti daňové soustavy
Princip srozumitelnosti daňové soustavy zajišťuje, aby daňová soustava byla co nejjednodušší a nejsrozumitelnější. To přispívá ke všeobecnému rozsahu znalostí jednotlivých daňových povinností poplatníků a snižování nákladů na výběr daní. Tam, kde jsou jednotlivá kritéria ve vzájemném rozporu, je nutné zvolit optimální kompromisní řešení.

### Princip daňové neutrality
Princip daňové neutrality sleduje hlavní cíl, a to vyhnout se možnému narušení či deformaci podmínek hospodářské soutěže. Jinými slovy by daňová soustava neměla ovlivňovat podnikatelská rozhodování, a proto by výše zdanění neměla záviset na druhu podnikatelské činnosti, podnikatelském záměru nebo způsobu financování projektů.
Mezi další principy patří například princip správného působení na chování ekonomických subjektů nebo princip daňové univerzality.

## Konstrukční prvky daně
Při každém z jednotlivých druhů daní je důležité posuzovat konstrukční prvky daně. Mezi základní konstrukční prvky patří: subjekt daně, objekt daně, základ daně, daňová sazba a splatnost daně.

### Daňový subjekt
Fyzická nebo právnická osoba, která je dle zákona povinna odvést daň do veřejného rozpočtu. Zákon rozlišuje daňového poplatníka, plátce daně a daňového ručitele.

### Předmět (objekt) daně
Veličina, ze které se daň vybírá. Objektem zdanění může být hlava (objektem je osoba), majetek, důchod (osobní důchodová daň) a spotřeba. V současnosti se téměř nepoužívá daň z hlavy.

### Základ daně
Určuje množství předmětu daně, které podléhá zdanění. Daně lze rozlišovat na daně stanovené bez vztahu k velikosti základu daně (daň z hlavy), specifické daně (vyjádřené v měrných jednotkách) a daně valorické (vyjádřené v peněžních jednotkách).

### Daňová sazba
Pomocí daňové sazby se vypočítá daň z daňového základu. Mezi druhy daňových sazeb lze zařadit sazbu daně podle druhu předmětu daně nebo poplatníka (jednotná daň a diferencovaná daň) a sazbu daně podle typu základu daně (pevná daň a relativní daň).

### Splatnost daně
Zákonem stanovený okamžik, do kterého má daňový subjekt povinnost uhradit daň.

## Daňová soustava České republiky
Analýzou daňové soustavy lze zjistit daňový mix, který poukazuje na to, jaký typ daní určitý stát preferuje. Daňová soustava České republiky je tvořená přímými a nepřímými daněmi.

### Přímé daně
Přesně určují osobu (daňový subjekt), která daň bude platit, což znamená, že plátce a poplatník jsou stejná osoba. Přímé daně zahrnují daně z příjmu a majetkové daně. Daň z přijmu dělíme na daň z příjmu fyzických osob, což je osobní důchodová daň, a na daň z příjmu právnických osob, jejímž předmětem jsou příjmy, resp. výnosy z veškeré činnosti a z nakládaní s veškerým majetkem. Mezi daně majetkové shrnujeme daň z nemovitých věci (do roku 2014 daň z nemovitostí), silniční daň a daň z nabytí nemovitých věcí (do roku 2014 daň z převodu nemovitostí). Dědická a darovací daň patřily mezi daň z převodu nemovitostí, ale od roku 2014 jsou příjmy z dědictví osvobozeny od daně a dary jsou nyní předmětem daně z příjmu.

### Nepřímé daně
Nepřímé daně se od přímých daní liší tím, že plátce a poplatník jsou různé osoby. To znamená, že státu odvádí daň jiná osoba (plátce), než ta, která je této dani podrobena a na kterou dopadá daňové zatížení (poplatník). Daně, jejichž objektem je spotřeba. Tato daň je zahrnuta v ceně zboží. Nepřímé daně se dělí na selektivní (spotřební daň), univerzální (daň z přidané hodnoty), ekologická daň (daň z elektřiny, ze zemního plynu a z pevných paliv).